# الكتلة الوطنية البيضاء
الكتلة الوطنية البيضاء، المعروفة سابقًا باسم حزب الحركة الوطنية العراقية أو البيضاء العراقية، هي حزب سياسي عراقي.

## التاريخ
ظهرت الكتلة البيضاء من الصراعات السياسية للحركة الوطنية العراقية، حيث غادر 8 نواب من المجموعة في أوائل مارس 2011 لتأسيس الكتلة البيضاء. كان الخلاف الرئيسي بين الكتلة البيضاء والحركة الوطنية العراقية حول الطبيعة الطائفية المتزايدة للحركة الوطنية العراقية وأيضًا حول الخلافات مع قيادة إياد علاوي.

## الانتماء الوطني
كان التحالف الأبيض في محادثات للاتحاد مع أحزاب أخرى انشقت عن الحركة الوطنية العراقية في محاولة لتأسيس قائمة جديدة تعرف باسم تيار القرار الوطني.
في انتخابات المحافظات لعام 2013، شارك التحالف الأبيض كجزء من ائتلاف دولة القانون.

## الاسم
في مؤتمره الدستوري الثاني، صوت الحزب على تغيير اسمه من كتلة العراق الأبيض إلى الكتلة البيضاء.

## الأعضاء
قُتَيْبَة الجبوري
جمال البطيخ
عالية الناصيف
كاظم الشمري
عزيز المياحي
أحمد العريبي